# Морской транспорт Либерии
Морской транспорт Либерии — один из видов транспорта в Республике Либерия.

## История
Морской транспорт существовал с момента возникновения первых колоний на побережье Атлантического океана в 1822 и 1834 гг. - ещё до провозглашения в 1847 году Республики Либерия. В 1890-е годы Либерия являлась сельскохозяйственной страной, основными экспортными товарами в это время были пальмовое масло, кофе, орехи, имбирь, слоновая кость, каучук и красильное дерево. Товарооборот обеспечивали пять морских портов - Монровия, Робертспорт, Бьюкенен, Гринвилло, Эдина.
Во время Второй мировой войны США построили в стране военные базы, и использовали территорию Либерии для переброски своих войск, военной техники и грузов на Ближний и Дальний Восток. Началось строительство объектов транспортной инфраструктуры. Крупнейшим объектом стал морской порт Монровия, строительство которого началось в 1943 году.
27 января 1944 года Либерия официально присоединилась к Антигитлеровской коалиции. Также, для привлечения иностранных инвестиций в 1944 году правительство Либерии провозгласило политику «открытых дверей» (низкие налоги на прибыль, предоставление долгосрочных концессий, отсутствие контроля за обменом иностранной валюты и др.).
В 1948 году правительство Либерии установило самую низкую в мире плату за регистрацию иностранных судов в портах страны, а также установило низкие налоги для таких судов. В марте 1949 года под флагом Либерии было зарегистрировано первое иностранное торговое судно. В 1956 году общий тоннаж зарегистрированных под флагом Либерии кораблей составлял 5,6 млн. брутто-регистровых тонн. 
В 1958 году тоннаж судов под флагом Либерии превысил тоннаж судов, зарегистрированных под флагом Великобритании, и в 1959 году по тоннажу зарегистрированных под своим флагом судов Либерия вышла на третье место в мире. В том же 1959 году на мысе Пальмас в 250 милях от столицы был открыт ещё один морской порт.
В 1960е годы Либерия обладала самым большим торговым флотом в мире (в 1967 году - 21,3 млн. брутто-регистровых тонн) - но это были в основном суда иностранных компаний из США, Великобритании, Греции и других капиталистических государств.
В январе 1966 года Либерия запретила судам Южной Родезии заходить в либерийские порты, а самолётам - приземляться на либерийских аэродромах.
В 1969 году в Либерии действовали четыре крупных морских порта - Монровия, Бьюкенен, Харпер и Маршалл.
В 1984 году общий тоннаж зарегистрированных под флагом Либерии кораблей составлял 62 млн. брутто-регистровых тонн, в 1992 году - 97 млн. тонн дедвейт.
Окончание "холодной войны" привело к изменениям в мировой торговле и грузообороте, а политическая нестабильность в Либерии (две гражданские войны в 1989—1996 гг. и 1999—2003 гг.) и действовавшие в 1992-2016 гг. санкции ООН против Либерии снизили привлекательность регистрации в Либерии, и в 2005 году первое место по тоннажу зарегистрированных морских судов заняла Панама. 
В 2010 году под флагом Либерии было зарегистрировано 2771 судов, 2581 из которых принадлежало иностранным владельцам:
- - баржи — 5
  - балкеры — 662
  - сухогрузы — 143
  - авианосцы — 2
  - химические танкеры — 248
  - рудовозы/нефтевозы — 8
  - контейнерные суда — 937
  - перевозчики газа — 92
  - пассажирские суда — 2
  - пассажирские/сухогрузы — 2
  - нефтяные танкеры — 526
  - рефрижераторные сухогрузы — 102
  - ролкеры — 5
  - специальные танкеры — 10
  - автовозы — 27

По принадлежности, суда, принадлежащие иностранным владельцам распределялись следующим образом:
- - Австралия — 1
  - Ангола — 1
  - Аргентина — 1
  - Бельгия — 1
  - Бермуды — 3
  - Бразилия — 20
  - Великобритания — 32
  - Германия — 1185
  - Гибралтар — 5
  - Гонконг — 48
  - Греция — 505
  - Дания — 8
  - Египет — 3
  - Израиль — 34
  - Индия — 8
  - Индонезия — 4
  - Италия — 47
  - Канада — 2
  - Катар — 5
  - Кипр — 9
  - Китай — 4
  - Латвия — 5
  - Ливан — 1
  - Монако — 8
  - Нигерия — 4
  - Нидерланды — 31
  - Норвегия — 38
  - ОАЭ — 37
  - Польша — 13
  - Россия — 109
  - Румыния — 3
  - Саудовская Аравия — 20
  - Сингапур — 22
  - Сирия — 1
  - Словения — 7
  - США — 53
  - Тайвань — 94
  - Турция — 16
  - Украина — 10
  - Уругвай — 1
  - Франция — 5
  - Хорватия — 1
  - Чили — 9
  - Швейцария — 25
  - Швеция — 12
  - Южная Корея — 2
  - Япония — 110

## Современное состояние
Морской флаг Либерии является вторым по степени распространения флагом мирового торгового флота.